# Алёхин, Николай Михайлович (Герой Социалистического Труда)
Николай Михайлович Алёхин (20 января 1935, село Колодезь, Курская область — 1 сентября 2003, Балахна, Нижегородская область) — передовик производства, старший машинист бумагоделательной машины бумажного комбината имени Ф. Э. Дзержинского. Герой Социалистического Труда (1977).

## Биография
Родился 20 января 1935 года в крестьянской семье в селе Колодезь Долгоруковского района (ныне — Липецкой области). Окончил ремесленное училище. С 1954 года начал свою трудовую деятельность на Балахнинском бумажном комбинате имени Ф,Э. Дзержинского Горьковской области. Работал накатчиком бумагоделательной машины. В 1956 году был призван на срочную службу в армию. После возвращения из армии в 1959 году продолжил свою работу на Балахнинском бумажном комбинате. Окончил школу мастеров (1970). Возглавлял бригаду третьей бумагоделательной машины. В апреле 1970 года бригада Николая Алёхина перевыполнила план на пятьсот тонн бумаги. Был награждён Орденом Ленина в 1971 году за досрочное выполнение планов пятилетки. С февраля 1977 года возглавлял вторую бумагоделательную машину. За выдающиеся достижения в трудовой деятельности и досрочное выполнение плана 1976 года был удостоен в 1977 году звания Героя Социалистического Труда.
Избирался депутатом Балахнинского городского Совета народных депутатов.
Проживал в Балахне до своей кончины 1 сентября 2003 года. Похоронен на Пырском кладбище в Балахне.

## Награды
- Герой Социалистического Труда — указом Президиума Верховного Совета СССР от 13 мая 1977 года
- Орден Ленина — дважды (1971, 1977)
- Орден Трудового Красного Знамени (1973)
- Медаль «За трудовое отличие» (1966)